# Bronisław Rakowski
Bronisław Stanisław Rakowski, poljski general, * 20. junij 1895, Szczucin, † 28. december 1950, Buenos Aires, Argentina.